# 삼성면
삼성면(三成面)은 대한민국 충청북도 음성군의 면이다. 음성군의 서단에 위치해 있으며, 경기도와 경계에 있다.

## 행정 구역
- 능산리(陵山里, 1~2리)
- 대사리(大寺里)
- 대야리(大也里)
- 대정리(大井里, 1~2리)
- 덕정리(德井里, 1~10리): 행정복지센터 소재지
- 상곡리(上谷里, 1~2리)
- 선정리(仙井里, 1~4리)
- 양덕리(良德里, 1~3리)
- 용대리(龍垈里, 1~2리)
- 용성리(龍城里, 1~3리)
- 천평리(泉坪里, 1~3리)
- 청용리(淸龍里, 1~3리)

## 주요기관
교육기관
- 초등학교
  - 능산초등학교
  - 삼성초등학교
  - 청룡초등학교
- 중학교
  - 삼성중학교

의료기관
- 음성군보건소 삼성보건지소
  - 선정보건진료소
  - 능산보건진료소
  - 상곡보건진료소